# Patty Cardenas
Patricia „Patty“ Cardenas (* 19. August 1984 in Commerce, Kalifornien) ist eine ehemalige Wasserballspielerin aus den Vereinigten Staaten. Sie gewann bei Olympischen Spielen eine Silbermedaille. Bei Weltmeisterschaften erkämpfte sie eine Goldmedaille und bei Panamerikanischen Spielen erhielt sie ebenfalls eine Goldmedaille.

## Sportliche Karriere
Patty Cardenas besuchte die Bell Gardens High School. 2006 wechselte sie vom Golden West College an die University of Southern California und trat für die USC Trojans an. Nach ihrer Graduierung spielte sie beim Commerce Waterpolo Club.
2006 debütierte Cardenas auch in der Nationalmannschaft. Bei der Weltmeisterschaft 2007 in Melbourne trafen im Finale das US-Team und die Australierinnen aufeinander, die Amerikanerinnen siegten mit 6:5. Cardenas warf im Turnierverlauf vier Tore. Im Juli 2007 fanden in Rio de Janeiro die Panamerikanischen Spiele statt. Das US-Team gewann das Finale gegen die Kanadierinnen mit 6:4. Cardenas warf insgesamt drei Tore.  2008 fand das dritte olympische Wasserballturnier in Peking statt. Mit einem 9:8-Sieg über Australien im Halbfinale erreichte das US-Team das Endspiel gegen die Niederländerinnen, die Amerikanerinnen unterlagen mit 8:9. Cardenas warf zwei Turniertore, eines gegen Italien und Russland.